# Grallipeza auriornata
Grallipeza auriornata är en tvåvingeart som beskrevs av Willi Hennig 1934. Grallipeza auriornata ingår i släktet Grallipeza och familjen skridflugor.
Artens utbredningsområde är Ecuador. Inga underarter finns listade i Catalogue of Life.